# سید حسین موسویان (فعال سیاسی)
سید حسین موسویان (زاده اسفند ۱۳۲۰ در تهران)، در حال حاضر رهبر جبهه ملی ایران است.

## خانواده
وی نوه دختری سید ابوالقاسم سدهی اصفهانی (فوت ۱۲۹۹ مکه) است.
پدرش سید ابوالقاسم موسویان رئیس صنف بارفروشان و از تجار گندم و جو بود و به عنوان نماینده اصناف در شورای عالی اصناف عضویت یافته و به طرفداری از دولت ملی دکتر مصدق شهرت داشت. او پس از کودتای ۲۸ مرداد ۱۳۳۲ از فعالیت‌های سیاسی و تجاری کناره‌گیری نمود و خانه نشین گردید.
حسین موسویان دارای ۴ برادر و ۲ خواهر است (یکی از خواهران وی درگذشته است).

## تحصیلات
دکتر موسویان تحصیلات ابتدایی خود را در دبستان ترقی و دبیرستان پهلوی و دبیرستان مروی انجام داده و در سال ۱۳۳۹ وارد دانشکده پزشکی دانشگاه تهران شد. سپس در دوره تخصصی داخلی (قلب و گوارش) فارغ‌التحصیل گردید.

## فعالیت‌های سیاسی
حسین موسویان از سال ۱۳۳۷ و با شرکت و دستگیری در اعتصاب دانش آموزی ۲۰ دی ماه در اعتراض به مصوبه دکتر مهران در شورای عالی فرهنگ و تحمل حبس چند هفته‌ای پس از این اعتراض به صورت جدی وارد عرصه سیاست می‌گردد. و پس از شروع فعالیت‌های جبهه ملی ایران به عنوان نماینده دانشجویان دانشکده پزشکی در دوره‌های مختلف در سازمان دانشجویی جبهه ملی ایران فعالیت می‌نماید که منجر به دستگیری‌های متعدد او در طی حضورش در جبهه ملی دوم (جبهه ملی ایران) گردید. او تا انتهای دوره پهلوی دوم ۹ بار دستگیر می‌گردد.

سید حسین موسویان در سال ۱۳۵۶ و با آغاز فعالیت دوباره جبهه ملی به عنوان عضو هیئت اجرایی و شورای مرکزی جبهه ملی ایران مشغول می‌گردد و پس از پیروزی انقلاب و آغاز فعالیت‌های کلوب جبهه ملی به عنوان مسوول سازمانهای جبهه ملی و تشکیلات فعالیت می‌نماید. او در کنار مهدی آذر و اصغر پارسا مسوولیت اداره پیام جبهه ملی را عهده‌دار می‌گردد. 

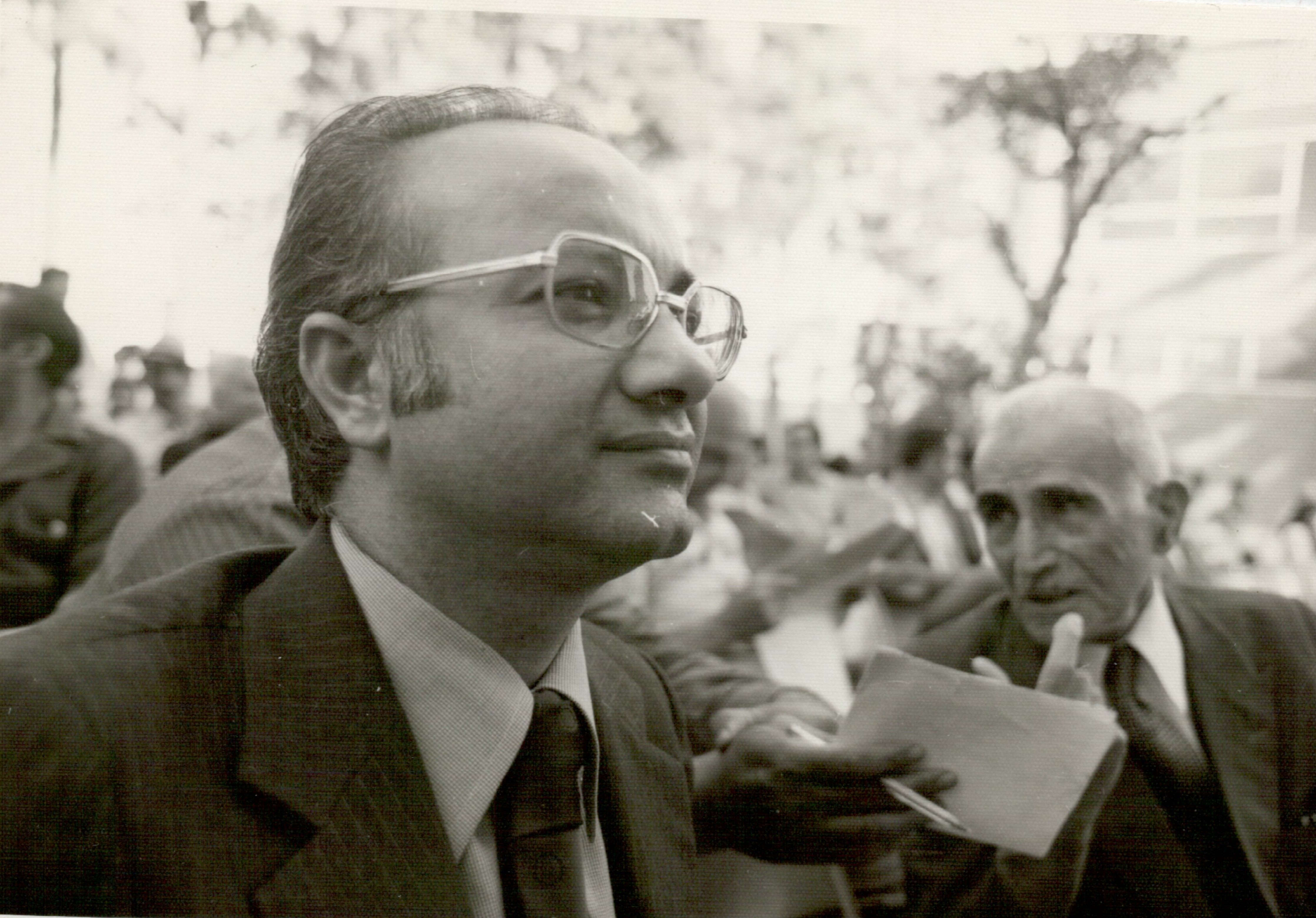
دکتر سید حسین موسویان در حال قرائت گزارش هیئت اجرایی در پلنوم اللهیار صالح

 دکتر موسویان در متینگ‌های جبهه ملی ایران علیه قانون اساسی و انتخابات مجلس شورای ملی فعالیت کرده و پس از اعلام حکم ارتداد جبهه ملی ایران توسط آیت الله خمینی به مدت ۲ سال به‌صورت مخفیانه زندگی می‌نماید.
با آغاز فعالیت‌های جبهه ملی پنجم به رهبری ادیب برومند مقرر گردید برای اداره امور جبهه ملی ۲ نفر از اعضای باقی‌مانده هیئت رهبری، ادیب برومند و علی اردلان، ۲ نفر از اعضای هیئت اجرایی پرویز ورجاوند و سید حسین موسویان و ۲ نفر از شورای مرکزی حسین شاه‌حسینی و حسن لباسچی هیئت اجرایی را به‌صورت مشترک تشکیل دهند.
حسین موسویان در انتخابات پلنوم الله‌یار صالح به سمت عضو شورای مرکزی انتخاب گردید و سپس از سوی اعضای شورا مسوولیت ریاست هیئت اجرایی و رئیس تشکیلات جبهه ملی به ایشان واگذار گردید. او پس از ترمیم شورای مرکزی جبهه ملی ایران در سال ۱۳۹۴ مجدداً به عضویت هیئت اجرایی و ریاست ان انتخاب شد.
سیدحسین موسویان پس از درگذشت ادیب برومند از سوی شورای مرکزی جبهه ملی ایران به سمت ریاست شورای مرکزی و ریاست هیئت رهبری-اجرایی جبهه ملی ایران انتخاب شد. 

## دستگیری‌ها و زندان
در رژیم گذشته حسین موسویان مجموعاً ۹ بار بازداشت شده‌است که در این مورد الله‌یار صالح رهبر جبهه ملی ایران در سال‌های ۱۳۳۹ الی ۱۳۴۴ در کتاب خاطرات و یادداشت‌های زندانش بارها از ملاقات خود در زندان با موسویان نام برده‌است او همچنین در دهه ۸۰ سه بار بازداشت شده‌است که آخرینش هفتم آذر ماه ۱۳۸۸ و پس از حوادث عاشورای ۱۳۸۸ بود.
موسویان در ۱۳ دی ۱۳۸۶ در مراسم یادبودی که جبهه ملی ایران برای بی‌نظیر بوتو در مسجد ولی عصر تهران برپا داشته بود، از سوی مأموران نیروی انتظامی و لباس شخصی‌ها و وزارت اطلاعات به شدت مصدوم شد و مورد بازجویی قرار گرفت.